# Cha Cha Cha
«Cha Cha Cha» — песня финского певца Käärijä, выпущенная как сингл 17 января 2023 года. Песня была выбрана в качестве заявки Финляндии на песенном конкурсе «Евровидение-2023» после победы на Uuden Musiikin Kilpailu 2023, национальном отборе страны на «Евровидение» в 2023 году.

## О песне
Käärijä написал «Cha Cha Cha» в соавторстве с Йоханнесом Науккариненом, Алекси Нурми и Юккой Сорса. Песня представляет собой трек для вечеринок, в котором объединены несколько жанров. В интервью wiwibloggs Käärijä сказал: «Финляндия — страна вечеринок, страна хэви-метала и страна поп-музыки — эта песня объединяет все это».
Текст песни описывает поэтапно прогрессирующие чувства героя во время вечеринки. После тяжёлой и изнурительной недели он направляется в бар с намерением «заморочить себе голову и освободить разум от страха». Главный герой желает получить свободу и забыться на танцполе, не вспоминать о своих проблемах, забыть о суете рабочих обязанностей. После нескольких порций пина-колады герой выходит на танцпол и стряхивает с себя свои проблемы — «этот мир больше не пугает меня», что демонстрирует освобождение его души от внутренних забот, он отдаётся вечеринке и наслаждается отдыхом.

## Евровидение

### Uuden Musiikin Kilpailu 2023
Uuden Musiikin Kilpailu 2023 стал двенадцатым по счёту конкурсом Uuden Musiikin Kilpailu (UMK), в ходе которого была отобрана заявка Финляндии на участие в песенном конкурсе «Евровидение-2023».
В финале конкурса, состоявшемся 25 февраля 2023 года, приняло участие семь участников. Песня «Cha Cha Cha» в исполнении Käärijä была выбрана победителем по результатам зрительского голосования (75 %) и семи международных групп жюри (25 %), набрав 467 баллов телезрителей и 72 балла жюри, в общей сложности 539 баллов.

### На «Евровидении»
Согласно правилам «Евровидения», все страны, за исключением принимающей страны и «Большой пятёрки» (Франции, Германии, Италии, Испании и Великобритании), должны пройти квалификацию в одном из двух полуфиналов, чтобы побороться за выход в финал; десять лучших стран из каждого полуфинала проходят в финал. Европейский вещательный союз (EBU) разделил страны-участницы на шесть разных групп на основе результатов голосования в предыдущих конкурсах, причем страны с благоприятной историей голосования были включены в одну группу. 31 января 2023 года была проведена жеребьёвка, в результате которой каждая страна попала в один из двух полуфиналов, а также в какой половине шоу они выступят.
Финляндия попала во вторую половину первого полуфинала, состоявшегося 9 мая 2023 года. Песня «Cha Cha Cha» прошла в финал, заняв по результатам зрительского голосования первое место и набрав 177 баллов. В финале песня выиграла зрительское голосование с 376 баллами, но заняла второе место в общем зачёте с 526 баллами, уступив первое место представительнице Швеции Лорин с песней «Tattoo», набравшей 583 балла.